# Taman Safari Indonesia
Taman Safari Indonesia é uma rede de zoológicos e parques temáticos na Indonésia que integra conservação da vida selvagem, recreação e educação ambiental. O grupo possui diversas unidades espalhadas pelo país, cada uma com características próprias e atrações voltadas ao turismo ecológico e à preservação animal.

## Atrações
O parque principal, localizado em Prigen, na Java Oriental, abriga mais de cem atrações, incluindo experiências gastronômicas com culinária local, passeios entre animais em ambientes semiabertos e diversas opções de recreação voltadas para públicos de todas as idades. Entre os destaques está o Baobab Safari Resort, instalado em meio à vegetação tropical, oferecendo hospedagem com vista para áreas de fauna, piscina, café da manhã próximo aos animais, atividades de alimentação assistida dos animais, observação de aves e caminhadas noturnas. O ingresso para o parque varia entre 7 e 10 dólares por pessoa. Informações detalhadas sobre tarifas, reservas e programação podem ser encontradas nos canais oficiais da rede Taman Safari.[carece de fontes?]

## Unidades
As principais unidades da rede Taman Safari incluem:
- Taman Safari Bogor (Java Ocidental)
- Taman Safari Prigen (Java Oriental)
- Bali Safari and Marine Park (Bali)
- Batang Dolphin Center (Java Central)
- Jakarta Aquarium & Safari (Jacarta)
- Taman Safari Balikpapan (Calimantã Oriental, em desenvolvimento)